# Anna Nagase
Anna Nagase (永瀬 アンナ, Nagase Anna), neé le 31 mars 2005 à Tokyo au Japon, est une seiyū japonaise affiliée à 81 Produce.

## Biographie
Elle naît et grandi à Tokyo. Elle rejoint 81 Produce en avril 2020 en tant que membre junior.
En 2022, elle tient son premier rôle principal en tant qu’Ushio Kofune dans Time Shadows, pour lequel elle apprend à parler le dialecte de Wakayama. L’année suivante, elle remporte le prix de la meilleure nouvelle actrice lors de la 17e édition des Seiyu Awards.

## Filmographie

### Anime
2021
- Bakugan Armored Alliance : Oliver

2022
- Time Shadows : Ushio Kofune
- Yurei Deco : Hack
- Bocchi the Rock! : Intervieweur et clients

2023
- Mon histoire d'amour avec Yamada à Lv999 : Les élèves du lycée Tousei
- Jujutsu Kaisen 2 : Riko Amanai
- Undead Girl Murder Farce : Louise
- Shy : Inuyama

2024
- Bucchigiri?! : Mahoro
- 'Tis Time for "Torture," Princess : Youki
- Moi, quand je me réincarne en Slime 3 : Gobwa
- Suicide Squad Isekai : Harley Quinn
- Tasūketsu: Fate of the Majority : Saaya Fujishiro
- Spirale : Une fille
- Blue Box : Nagisa Funami

2025
- Zenshu : Natsuko Hirose
- Le Péché originel de Takopi : Azuma

### Original net animation
2022
- Cyberpunk: Edgerunners : Boxers et Isabella